# 牧野守英
牧野 守英（まきの もりひで、1933年2月6日 - 2020年12月31日）は、日本の音楽家。トロンボーン奏者。東京府生まれ。

## 略歴
NHK交響楽団のバストロンボーン奏者として長きにわたり活動した。早稲田高校から東京学芸大学音楽科を経て、東京藝術大学音楽学部器楽科に入学。 1957年3月に卒業してからはトロンボーン奏者としてABC交響楽団、東京都交響楽団を経て、1966年5月にNHK交響楽団に入団、1989年2月に退団。トロンボーンを山本正人、ギルバート・コーエンに師事する。指導者としては1980年より昭和音楽大学、1975年より山形大学の講師を務めた。1998年で退官。2020年12月31日死去。

## 主な門下生
- 高橋智広（山形交響楽団）
- 市村信持（元群馬交響楽団）
- 鈴木啓友（ブルースカイオーケストラ）
- 佐川馨（山形大学）